# Truppenübungsplatz Jägerbrück
Koordinaten: 53° 36′ N, 14° 8′ O
Der Truppenübungsplatz Jägerbrück (TrÜbPl Jägerbrück) ist ein Truppenübungsplatz der deutschen Bundeswehr. Der Übungsplatz ist dem Unterstützungskommando der Bundeswehr unterstellt und gehört zum „Bereich Truppenübungsplatzkommandantur OST“.

## Beschreibung
Der Platz liegt in Vorpommern an der Grenze zu Polen und südlich des Oderhaffs auf dem Gebiet der Gemeinden Torgelow, Eggesin und Viereck.
Der Truppenübungsplatz bietet der in der Nähe stationierten Panzergrenadierbrigade 41 mit ihren unterstellten Truppenteilen eine Übungsmöglichkeit „vor der Haustür“. Dort ist unter anderem Gefechtsschießen mit Kampfpanzern möglich.
In der Greifenkaserne sind die Truppenübungsplatzkommandantur Jägerbrück (TrÜbPlKdtr Jägerbrück) und die Bundeswehrfeuerwehr Jägerbrück (BwF Jägerbrück) untergebracht.

## Geschichte

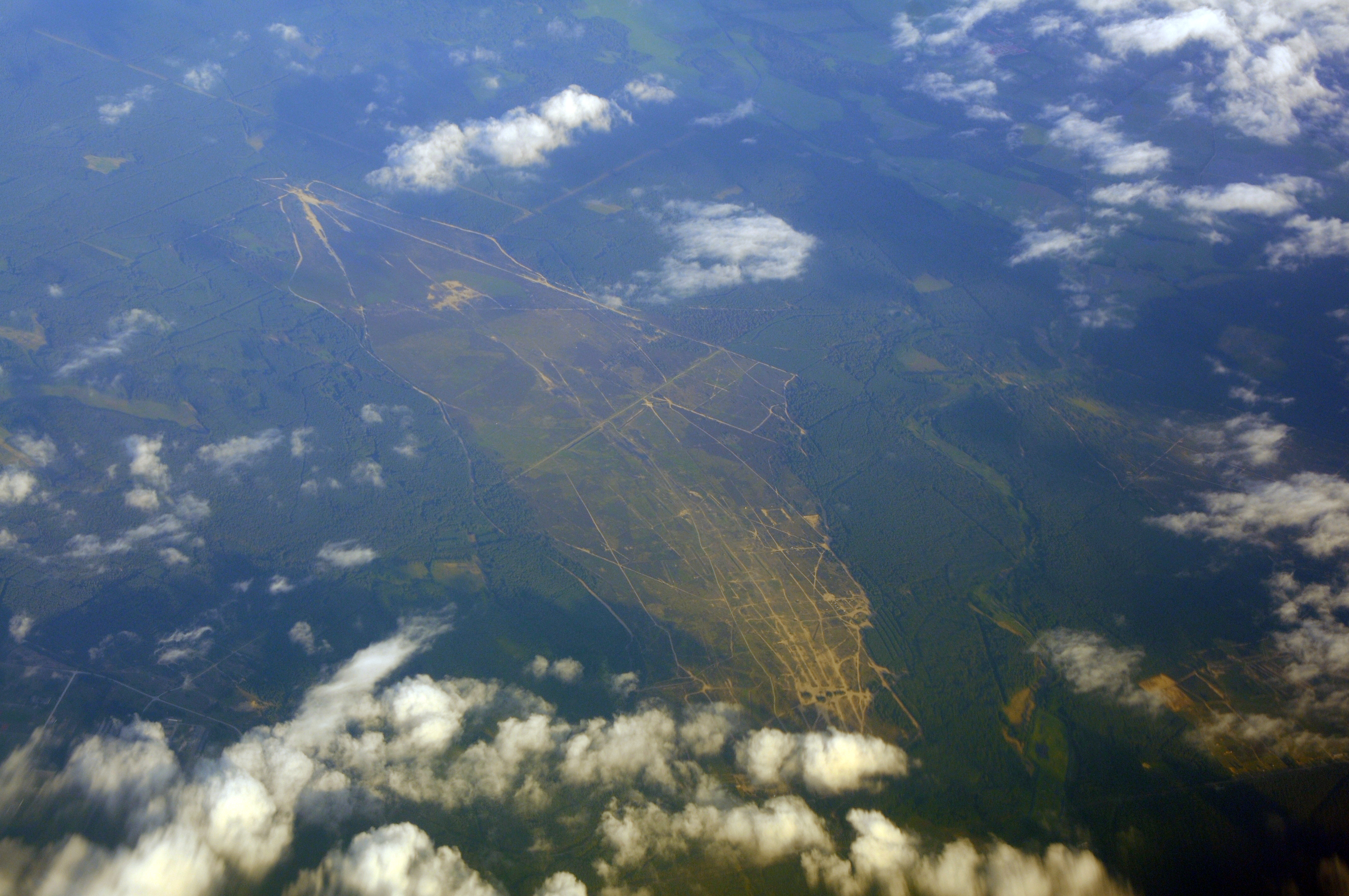
Truppenübungsplatz Jägerbrück

Der Truppenübungsplatz entstand zur Zeit der DDR ab 1952 und bildete mit den Garnisonsbauten im benachbarten Eggesin eine Einheit. 1956 ging der Platz an die NVA über, welche ihn bis zur Übergabe an die Bundeswehr 1991 nutzte.
Im Zuge der Neuausrichtung der Bundeswehr wurde beschlossen, den Truppenübungsplatz Jägerbrück zum Standortübungsplatz herabzustufen. In diesem Status wurde er vom Jägerbataillon 413 des Heeres genutzt. Mit der erneuten Heraufstufung mit Wirkung vom 1. Oktober 2017 zum Truppenübungsplatz wechselte die Zuständigkeit zur Streitkräftebasis, dann mit Wirkung vom 1. Oktober 2022 zum Territorialen Führungskommando der Bundeswehr und mit Wirkung vom 1. April 2025 zum Unterstützungskommando.

## Trivia

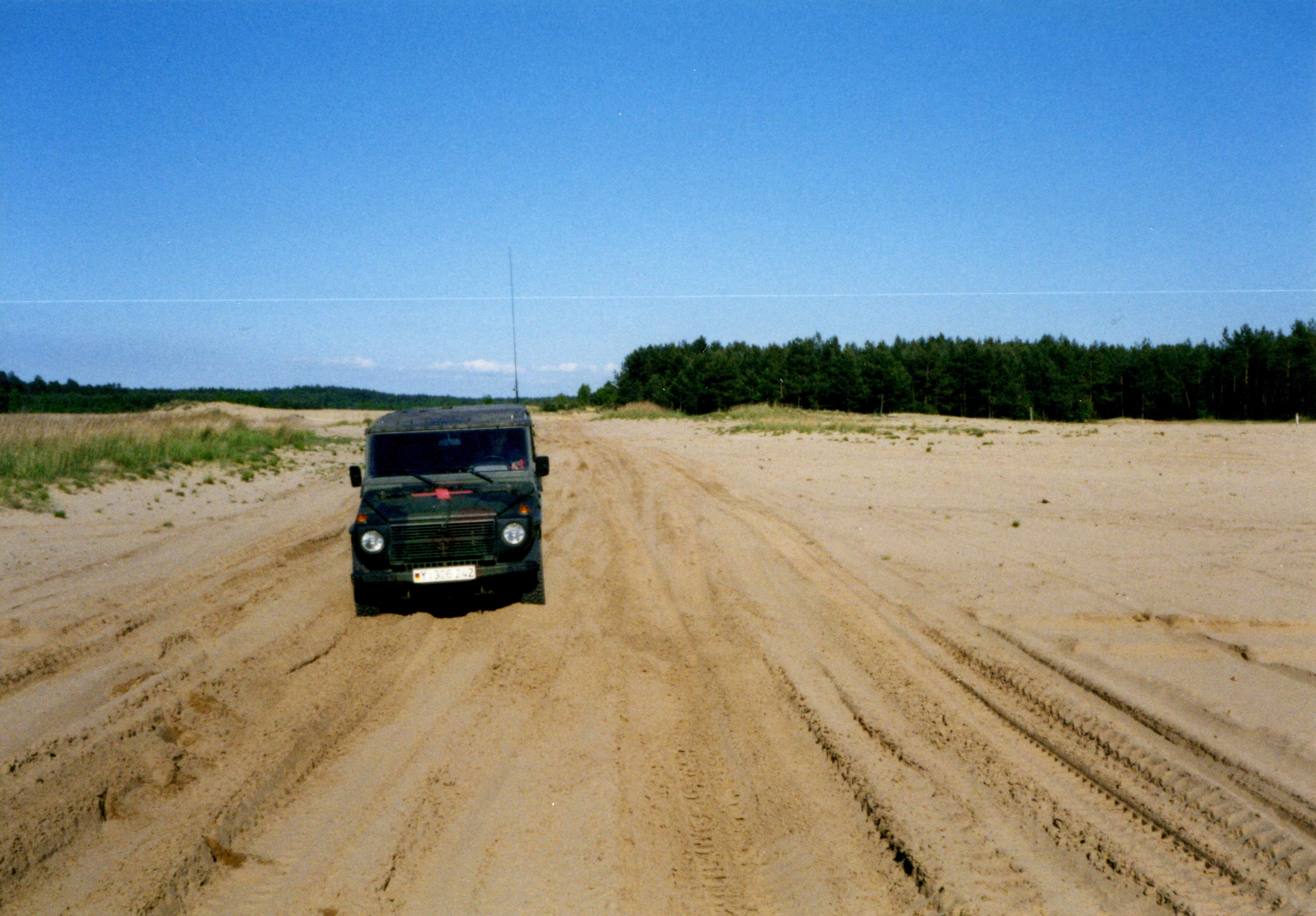
Mercedes WOLF on the Truppenübungsplatz Jägerbrück.

Die Gegend um Eggesin und der Truppenübungsplatz Jägerbrück wurden zu DDR-Zeiten und im NVA-Jargon scherzhaft auch "das Land der drei Meere genannt: Wald-Meer, Sand-Meer, Nichts-Mehr...". 